# Zenith Gigante
Zenith Gigante, inizialmente Zenit Gigante, è una collana editoriale di serie a fumetti edita dalla Sergio Bonelli Editore dal 1955.

## Storia editoriale
In parallelo a una collana quasi omonima, Zenit, nel 1955 esordì questa nuova collana, intitolata prima Zenit e poi Zenith (con la lettera h finale), che è divisa in due serie, la seconda delle quali, dal n. 52, pubblicherà la serie Zagor.
La prima fu edita fino al 1960 dalla Edizioni Audace per i primi 19 numeri e poi dalle Edizioni Araldo (nuova denominazione delle Edizioni Audace) fino alla conclusione col n. 21; pubblica raccolte delle rese della collana Avventure del West, con periodicità variabile; la seconda, dal 1960, pubblicata sempre dalle Edizioni Araldo, fino al n. 49 ristampava nel formato bonellide serie pubblicate precedentemente nel formato a strisce dalle Edizioni Audace; i numeri 50 e 51 contengono storie inedite della serie Un ragazzo nel Far West e, dal n. 52, inizia a pubblicare la ristampa delle storie di Zagor tratte dalla serie di albi a striscia (dal n. 52 al n. 116 e il n. 118 sono ristampe mentre la prima storia inedita è pubblicata sul n. 117) in maniera simile a quanto fatto con Tex nella collana Tex Gigante.

## Elenco albi

### Zenit Giganteprima serie
| Nr. Zenith | Personaggio                               | Titolo                   | Data di pubblicazione |
| ---------- | ----------------------------------------- | ------------------------ | --------------------- |
| 1          | I tre Bill                                | L’ultima carica          | 1955                  |
| 2          | Gordon Jim                                | Tamburi di guerra        |                       |
| 3          | Mani in alto                              | Mani in alto             |                       |
| 4          | Mani in alto                              | L’ultima beffa           |                       |
| 5          | Mani in alto                              | Dopo l’uragano           |                       |
| 6          | Mani in alto                              | Il cavaliere del Texas   |                       |
| 7          | Mani in alto                              | Tragico assedio          |                       |
| 8          | Zà la Mort                                | Il giustiziere rosso     |                       |
| 9          | Zà la Mort                                | Il segno di Za-la-Mort   |                       |
| 10         | Sergente York                             | Il sergente York         |                       |
| 11         | Sergente York                             | Fucili contro frecce     |                       |
| 12         | Sergente York Il cavaliere nero           | Partita d’azzardo        |                       |
| 13         | Il cavaliere nero Il ritorno dei tre Bill | La legge della frontiera |                       |
| 14         | Il ritorno dei tre Bill                   | Ai ferri corti           |                       |
| 15         | Il ritorno dei tre Bill El Kid            | Comances                 |                       |
| 16         | El Kid Cherry Brandy                      | Il segreto della caverna |                       |
| 17         | Cherry Brandy La pattuglia dei bufali     | La pattuglia dei bufali  | 1959                  |
| 18         | La pattuglia dei bufali                   | Il grande sterminio      | 1959                  |
| 19         | La pattuglia dei bufali Yado              | La città senza legge     | 1959                  |
| 20         | Big Davy                                  | Attacco notturno         | 1959                  |
| 21         | Rocky Star                                | La conca dell’oro        | 1960                  |

### Zenit Giganteseconda serie/Zenith Gigante
| Nr. Zenith | Personaggio                                     | Nr. personaggio | Titolo                        | Data di pubblicazione | Soggetto e sceneggiatura         | Disegni                                    |
| ---------- | ----------------------------------------------- | --------------- | ----------------------------- | --------------------- | -------------------------------- | ------------------------------------------ |
| 1          | Hondo                                           | 1               | Hondo                         | dicembre 1959         | Gian Luigi Bonelli               | Franco Bignotti                            |
| 2          | Hondo                                           | 2               | Giustizia apache              | febbraio 1960         | Gian Luigi Bonelli               | Franco Bignotti                            |
| 3          | Hondo                                           | 3               | Un messaggio misterioso       | aprile 1960           | Gian Luigi Bonelli               | Franco Bignotti                            |
| 4          | Hondo                                           | 4               | La legge del sangue           | giugno 1960           | Gian Luigi Bonelli               | Franco Bignotti                            |
| 5          | Hondo                                           | 5               | Lo stregone bianco            | agosto 1960           | Gian Luigi Bonelli               | Franco Bignotti                            |
| 6          | Hondo                                           | 6               | Duello indiano                | ottobre 1960          | Gian Luigi Bonelli               | Franco Bignotti                            |
| 7          | Hondo                                           | 7               | Tamburi di guerra             | dicembre 1960         | Gian Luigi Bonelli               | Franco Bignotti                            |
| 8          | Hondo                                           | 8               | La legge del deserto          | febbraio 1961         | Gian Luigi Bonelli               | Franco Bignotti                            |
| 9          | Hondo                                           | 9               | La città morta                | aprile 1961           | Gian Luigi Bonelli               | Franco Bignotti                            |
| 10         | Hondo                                           | 10              | La resa dei conti             | giugno 1961           | Gian Luigi Bonelli               | Franco Bignotti                            |
| 11         | Hondo                                           | 11              | Bisonte Bianco                | agosto 1961           | Gian Luigi Bonelli               | Naro Barbato                               |
| 12         | Kociss                                          | 1               | Kocis!                        | ottobre 1961          | Gian Luigi Bonelli               | Emilio Uberti                              |
| 13         | Kociss                                          | 2               | Il tesoro sommerso            | dicembre 1961         | Gian Luigi Bonelli               | Emilio Uberti                              |
| 14         | Kociss                                          | 3               | La lancia rossa               | febbraio 1962         | Gian Luigi Bonelli               | Emilio Uberti                              |
| 14         | Un ragazzo nel Far West (Il sentiero dei corvi) | -               | La lancia rossa               | febbraio 1962         |                                  |                                            |
| 15         | Terry e Bronco                                  | 1               | Sangue sul deserto            | aprile 1962           | Gian Luigi Bonelli               | Francesco Gamba                            |
| 16         | Terry e Bronco                                  | 2               | Gli uomini leopardo           |                       | Gian Luigi Bonelli               | Francesco Gamba                            |
| 16         | Verdugo Ranch (L'imboscata)                     | -               | Gli uomini leopardo           | Héctor Oesterheld     | Ivo Pavone                       |                                            |
| 17         | Verdugo Ranch                                   | 1               | L'imboscata                   | luglio 1962           | Héctor Oesterheld                | Ivo Pavone                                 |
| 18         | Verdugo Ranch                                   | 2               | Paura                         | settembre 1962        | Guido Nolitta                    | Franco Bignotti                            |
| 18         | Giubba Rossa (Giubba Rossa e altre storie)      | -               | Paura                         | settembre 1962        | AA.VV.                           | AA.VV.                                     |
| 19         | Giubba Rossa                                    | 1               | I tre evasi                   |                       | Gian Luigi Bonelli               | AA.VV.                                     |
| 20         | Giubba Rossa                                    | 2               | Alaska                        |                       | Gian Luigi Bonelli               | AA.VV.                                     |
| 21         | Giubba Rossa                                    | 3               | L’arco d’oro                  | dicembre 1962         | Gian Luigi Bonelli               | S. Tarquinio                               |
| 21         | (Sulla pista di forte Apache)                   | -               | L’arco d’oro                  | dicembre 1962         |                                  |                                            |
| 21         | (I moschettieri del Pacifico)                   | -               | L’arco d’oro                  | dicembre 1962         | Ennio Missaglia                  |                                            |
| 22         | Ringo                                           | 1               | Ringo il cavaliere misterioso | gennaio 1963          | Gian Luigi Bonelli               | Emilio Uberti                              |
| 22         | Giubba Rossa (Il totem d'oro)                   | -               | Ringo il cavaliere misterioso | gennaio 1963          |                                  | AA.VV.                                     |
| 23         | Un ragazzo nel Far West                         | 1               | Un ragazzo nel Far West       | febbraio 1963         | Guido Nolitta                    | Franco Bignotti Giovanni Ticci-F. Bignotti |
| 24         | Un ragazzo nel Far West                         | 2               | Deserto tragico               | marzo 1963            | Guido Nolitta                    | Ticci-Bignotti                             |
| 25         | Un ragazzo nel Far West                         | 3               | Il grande rodeo               | marzo-aprile 1963     | Guido Nolitta                    | Ticci-Bignotti                             |
| 26         | Un ragazzo nel Far West                         | 4               | Vendetta indiana              | maggio-giugno 1963    | Guido Nolitta                    | Ticci-Bignotti                             |
| 27         | Un ragazzo nel Far West                         | 5               | Il trionfo della legge        | giugno 1963           | Guido Nolitta                    | Ticci-Bignotti                             |
| 28         | Un ragazzo nel Far West                         | 6               | Fort Stanton                  | luglio 1963           | Guido Nolitta                    | Ticci-Bignotti                             |
| 29         | Un ragazzo nel Far West                         | 7               | Piombo rovente                | agosto 1963           | Gian Luigi Bonelli               | Ticci-Bignotti                             |
| 30         | Un ragazzo nel Far West                         | 8               | Furia selvaggia               | settembre 1963        | Gian Luigi Bonelli               | Ticci-Bignotti                             |
| 31         | Un ragazzo nel Far West                         | 9               | La lunga pista                | ottobre 1963          | Gian Luigi Bonelli               | Ticci-Bignotti                             |
| 32         | Un ragazzo nel Far West                         | 10              | La foresta pietrificata       | novembre 1963         | Gian Luigi Bonelli               | Ticci-Bignotti                             |
| 33         | Un ragazzo nel Far West                         | 11              | Tulak, l’uomo lupo            | dicembre 1963         | Gian Luigi Bonelli               | Ticci-Bignotti                             |
| 34         | Un ragazzo nel Far West                         | 12              | L’enigma dell'idolo azteco    | gennaio 1964          | Gian Luigi Bonelli               | Ticci-Bignotti                             |
| 35         | Un ragazzo nel Far West                         | 13              | La città del sole             | febbraio 1964         | Gian Luigi Bonelli               | Ticci-Bignotti                             |
| 36         | Un ragazzo nel Far West                         | 14              | Il grande corvo               | marzo 1964            | Gian Luigi Bonelli               | Ticci-Bignotti                             |
| 37         | Un ragazzo nel Far West                         | 15              | Scontro a Fargo               | aprile 1964           | Gian Luigi Bonelli               | Ticci-Bignotti                             |
| 38         | Un ragazzo nel Far West                         | 16              | La miniera segreta            | maggio 1964           | Gian Luigi Bonelli               | Ticci-Bignotti                             |
| 39         | Un ragazzo nel Far West                         | 17              | Silver Canyon                 | giugno 1964           | Gian Luigi Bonelli               | Ticci-Bignotti                             |
| 40         | Un ragazzo nel Far West                         | 18              | Scontro notturno              | luglio 1964           | Gian Luigi Bonelli               | Ticci-Bignotti                             |
| 41         | Un ragazzo nel Far West                         | 19              | I pirati del Missouri         | agosto 1964           | Gian Luigi Bonelli               | Ticci-Bignotti                             |
| 42         | Un ragazzo nel Far West                         | 20              | I quattro assi                | settembre 1964        | Gian Luigi Bonelli Guido Nolitta | Ticci-Bignotti                             |
| 43         | Un ragazzo nel Far West                         | 21              | Oro tragico                   | ottobre 1964          | Gian Luigi Bonelli               | Ticci-Bignotti                             |
| 44         | Un ragazzo nel Far West                         | 22              | Rio Bravo                     | novembre 1964         | Gian Luigi Bonelli               | Ticci-Bignotti                             |
| 45         | Un ragazzo nel Far West                         | 23              | L’ultimo assalto              | dicembre 1964         | Gian Luigi Bonelli               | Ticci-Bignotti                             |
| 46         | Un ragazzo nel Far West                         | 24              | L’ultima carta                | gennaio 1965          | Gian Luigi Bonelli               | Ticci-Bignotti                             |
| 47         | Un ragazzo nel Far West                         | 25              | Watanka!                      | febbraio 1965         | Gian Luigi Bonelli               | Ticci-Bignotti                             |
| 48         | Un ragazzo nel Far West                         | 26              | Il granda Zapata              | marzo 1965            | Gian Luigi Bonelli               | Ticci-Bignotti                             |
| 49         | Un ragazzo nel Far West                         | 27              | Desperados!                   | aprile 1965           | Gian Luigi Bonelli               | Ticci-Bignotti                             |
| 50         | Un ragazzo nel Far West                         | 28              | L’isola del diavolo           | maggio 1965           | Gian Luigi Bonelli               | Ticci-Bignotti Birago Balzano              |
| 51         | Un ragazzo nel Far West                         | 29              | Il sakem bianco               | giugno 1965           | Gian Luigi Bonelli Cesare Solini | Birago Balzano                             |

Dal numero 52 della seconda serie della collana Zenith Gigante vengono pubblicati gli albi di Zagor.